# کیامبو
کیامبو (به لاتین: Kiambu) یک منطقهٔ مسکونی در کنیا است که در Kiambu County واقع شده‌است. کیامبو ۸۸٬۸۶۹ نفر جمعیت دارد و ۱٬۷۲۰ متر بالاتر از سطح دریا واقع شده‌است.